# Apamea instabilis
Apamea instabilis är en fjärilsart som beskrevs av Fitch 1859. Apamea instabilis ingår i släktet Apamea och familjen nattflyn. Inga underarter finns listade i Catalogue of Life.